# Albrecht von Eyb
Albrecht von Eyb (Ansbach, 1420 – Eichstätt, 1475) è stato un umanista tedesco.
Condusse studi nell'Italia settentrionale frequentando le università di Pavia, Bologna e Padova e si trattenne per lungo tempo nel bel Paese ove ebbe modo di conoscere alcuni tra i maggiori umanisti dell'epoca: Francesco Filelfo, Jacopo Sadoleto, ed altri.
Interessato profondamente alla religione cristiana, studiò l'etica e i riti di quest'ultima (Spiegel der Sitten); si occupò anche di retorica e di argomenti più leggeri, come la convenienza o meno di sposarsi (Ehebuchlein).

## Opere
- Margarita poetica (1472)
- Ehebuchlein (1472)
- Spiegel der Sitten (1511)